# Pitchstone (wyżyna)
Wyżyna Pitchstone  (ang. Pitchstone Plateau) – wyżyna w hrabstwie Teton w stanie Wyoming w Stanach Zjednoczonych na terenie Parku Narodowego Yellowstone. Pitchstone Plateau znajduje się na południowo-zachodnim krańcu parku i jest terenem aktywnym termicznie dzięki komorze magmowej znajdującej się pod całym parkiem. Wyżyna wyniesiona jest na średnią wysokość 2453 metrów nad poziom morza i delikatnie pochylona w kierunku zachodnim. Pitchstone pocięta jest charakterystycznymi, równoległymi względem siebie grzbietami o łagodnych krawędziach. Właśnie takimi tunelami 70000 lat temu spływała rozgrzana lawa podczas wybuchu superwulkanu którego pozostałością jest dziś kaldera Yellowstone. Na wyżynie geolodzy znaleźli najmłodsze ślady przepływu lawy z całego obszaru parku. Związana z tym jest nazwa wyżyny, która oznacza "szkło wulkaniczne"  bądź inaczej perlit  powszechnie tam występujący i stanowiący główny budulec skał wyżyny.